# Indiana (singel Sarsy)
„Indiana” – drugi singel Sarsy promujący jej debiutancki album Zapomnij mi. Singel został wydany 24 sierpnia 2015 przez Universal Music Polska. Utwór dotarł do dwunastego miejsca na liście AirPlay – Top i uzyskał status platynowej płyty.

## Teledysk
Oficjalny teledysk do singla miał premierę 13 sierpnia 2015 roku na stronie Radia Zet. Reżyserem wideoklipu był Alan Kępski.

## Notowania
| Kraj   | Lista (2015)      | Najwyższa pozycja |
| ------ | ----------------- | ----------------- |
| Polska | AirPlay – Top     | 12                |
| Polska | AirPlay – Nowości | 1                 |

### Pozycje na radiowych listach przebojów
| Kraj   | Lista (2015)                        | Najwyższa pozycja |
| ------ | ----------------------------------- | ----------------- |
| Polska | Radio Eska (Gorąca 20)              | 1                 |
| Polska | Radio Koszalin (Złota Trzydziestka) | 1                 |
| Polska | Wietrzne Radio (Top 15)             | 2                 |
| Polska | RMF FM (POPLista)                   | 3                 |
| Polska | RMF Maxxx (Hop Bęc)                 | 6                 |
| Polska | Radio Zet (Lista przebojów)         | 7                 |
| Polska | Radio Szczecin (SLiP)               | 21                |